# 路易丝·穆希基瓦博
路易丝·穆希基瓦博（1961年5月22日—），现任法语国家及地区国际组织秘书长。曾于2009年到2018年任卢旺达外交部长，以及新闻部长兼任政府发言人。
2018年10月12日，在亚美尼亚首都叶里温举行的法语国家峰会上获选为组织秘书长。

## 早年
路易丝·穆希基瓦博于1961年5月22日在卢旺达首都吉佳利出生，父亲是图西人，在殖民者的咖啡种植园当簿记，兼经营家里的小公司。母亲是哲学历史学家亚历克西斯·卡加梅的表姐。路易丝在吉佳利度过童年。她是九个兄弟姐妹中最小的一个，哥哥兰多·恩达辛瓦是卢旺达知名商人兼政治人物，曾于朱韦纳尔·哈比亚利马纳政府担任劳工和社会事务部长，1994年卢旺达种族灭绝中遇害。姐姐安娜-玛丽·坎滕瓦继承了兰多酒店，2003年和2008年出任卢旺达议会议员。
在吉佳利上完小学和中学，穆希基瓦博于1981年到南方城市布塔雷的卢旺达国立大学（现卢旺达大学）深造，1984年凭英语学士学位毕业，在中学任教过一段时间。1986年移民美国，到特拉华大学攻读法语语言及口译硕士学位。1988年完成学业留在美国，定居华盛顿哥伦比亚特区。之后供职游说组织，后来赴突尼斯，任职非洲开发银行，官至通讯主任。
2006年与美国记者、前海军陆战队员杰克·克莱默（Jack Karmer）撰写著作《卢旺达是世界的》（Rwanda Means the Universe）。这部半自传式的著作讲述了穆希基瓦博家族的历史、她在卢旺达的早年及移民到美国的生活，也从历史及个人的观点敘述卢旺达种族灭绝，当中提到她在华盛顿生活时听到许多家人遇害的消息。

## 政治生涯
2008年3月，穆希基瓦博受卢旺达总统保罗·卡加梅邀请回国，接任洛朗·恩库西（Laurent Nkusi）出任信息部长一职。任期早年负责决定是否向诽谤卡加梅的几家地方媒体采取行动，其中卢旺达语日报《Umuco》曾将卡加梅比作阿道夫·希特勒，媒体高等理事会故要求政府扣押该报的执照。恩库西驳回该请求，穆希基瓦博也未采取行动，但该报仍于2008年10月停刊。穆希基瓦博经常鼓励同事尊重新闻自由，但也确保媒体遵守有关种族灭绝否定论的严苛法律。2009年，她暂时禁止卢旺达语电台转播英国广播公司的节目，认为BBC播出的节目“为种族灭绝主义者和种族灭绝否定论者提供自由空间”。BBC对此表示否认，认为公司和卢旺达政府对种族灭绝的表述各有不同。
除了负责部门决策，穆希基瓦博还充当政府发言人。卡加梅总统的首席礼宾官罗斯·卡布耶在德国被捕，引发两国之间的外交危机，期间穆希基瓦博作为代表，向国际媒体阐释卢旺达政府的立场。她利用个人语言特长，用卢旺达语、法语和英语发表声明。

## 其他活动
- 慕尼黑安全会议顾问委员会委员[24]
- 国际性别倡导组织（英语：International Gender Champions）委员[25]

### 文献
- Mushikiwabo, Louise; Kramer, Jack. . St. Martin's Press. 2007. ISBN 9781429907316.